# Canal Robeson

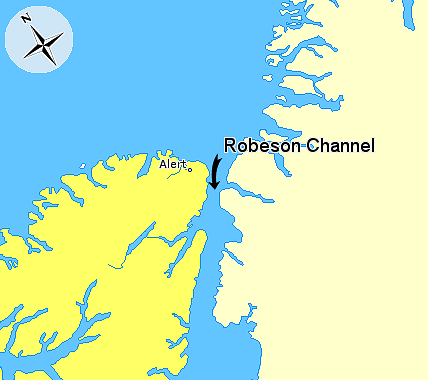
O canal Robeson em Nunavut, Canadá.
Ilha Ellesmere, Nunavut
Gronelândia

O canal Robeson é um estreito entre a Gronelândia e a ilha mais setentrional do Canadá, a ilha Ellesmere. Forma a parte mais a norte do estreito de Nares, ligando a bacia Hall a sul com o oceano Ártico a norte.
Tem cerca de 80 km de comprimento e entre 18 e 29 km de largura. Alert, o local permanentemente habitado mais setentrional do mundo fica próximo.
Foi denominado Canal Robeson na Expedição Polaris de 1871, em homenagem ao norte-americano George Robeson, secretário da Marinha na administração do presidente Ulysses S. Grant.